# Entophilus
Entophilus är ett släkte av kräftdjur. Entophilus ingår i familjen Bopyridae.
Kladogram enligt Catalogue of Life:
| Entophilus | \| \| Entophilus mirabiledictu \| \| \| \| \| \| Entophilus omnitectus \| \| \| \| |
|            | \| \| Entophilus mirabiledictu \| \| \| \| \| \| Entophilus omnitectus \| \| \| \| |
|            | Entophilus mirabiledictu                                                           |
|            |                                                                                    |
|            | Entophilus omnitectus                                                              |
|            |                                                                                    |